# Mega Man 8
Mega Man 8, conocido en Japón como Rockman 8: Metal Heroes (ロックマン8 メタルヒーローズ Rokku Man Eito Metaru Hīrōzu?, lit. "Rockman 8: Héroes de Metal"), es un videojuego de plataformas y acción publicado por Capcom. Es el octavo juego de la serie Mega Man, y fue originalmente publicado en Japón para PlayStation el 17 de diciembre de 1996. Al año siguiente, Mega Man 8 tuvo una versión para Sega Saturn y fue localizado para ambas consolas en Norteamérica y para PlayStation en territorios PAL. Con su lanzamiento, la franquicia cumplió su décimo aniversario. Mega Man 8 fue el primer juego de la serie que estuvo disponible para consolas de 32 bits.
La trama comienza cuando el héroe robótico Mega Man es llamado para investigar una misteriosa lectura de energía proveniente del reciente choque de un meteorito contra una isla. Mega Man descubre que su archienemigo, el Dr. Wily, se le adelantó e inmediatamente se retiró con la fuente de energía. A Mega Man se le encomienda detener los malvados planes del Dr. Wily para usar esa energía, así como descubrir el propósito de un misterioso robot alíen encontrado en el lugar del impacto. 
Junto con nuevos full motion videos animados y doblaje de voz, Mega Man 8 presenta gráficos y sonido mejorados con respecto a las anteriores entregas de la serie. Aparte de algunas cuestiones de poca importancia, el juego utiliza la misma fórmula de plataformas con gráficos 2D y scroll lateral establecida por sus predecesores en NES y SNES.
Muchos analistas apreciaron las cualidades estéticas y jugables de Mega Man 8 comparadas con sus anteriores entregas. Sin embargo, otros críticos quedaron disgustados por la falta de innovación, observando que no se utilizaba el potencial de las plataformas de 32 bits al margen de sus FMVs animados. Todo esto se tradujo en un recibimiento tibio por parte de la crítica, con mezcla de opiniones. No obstante, el juego fue un moderado éxito comercial y fue reeditado en líneas económicas tanto en Japón como en Norteamérica. A Mega Man 8 le siguió el videojuego Mega Man & Bass, un spin-off para SNES. La secuela auténtica del juego, Mega Man 9, no se publicó hasta 2008 y retrocedió hasta estilo gráfico y jugable de los primeros Mega Man para NES.

## Trama
Mega Man 8 es la continuación de la historia original de la serie clásica de Mega Man. La historia del juego es narrada con varias escenas FMVs de estilo anime. Al igual que otros juegos de la serie, el año exacto no es especificado. La acción transcurre durante el siglo 21 (20XX). 
El juego se abre con dos robots alienígenas, los cuales se encuentran librando una batalla decisiva en las profundidades del espacio. Luego de provocar una gran explosión, ambos caen hacia la Tierra, gravemente dañados. Mientras tanto, Mega Man y su compañero canino Rush se encontraban luchando con Bass y Treble, cuando son llamados por el Dr. Light para investigar extrañas lecturas de energía en una isla cercana. 
Al llegar a la isla, Mega Man se encuentra con el Dr. Wily, quien escapa volando con un extraño orbe púrpura. Antes de perseguir al malvado científico, Mega Man ve a un robot dañado en lo profundo de un cráter y le avisa al Dr. Light para que pase a recogerlo e intente repararlo. 
El Dr. Wily libera cuatro nuevos Robot Masters para combatir el Mega Man, los cuales son Grenade Man, Frost Man, Tengu Man y Clown Man respectivamente. Cada vez que derrota a uno de ellos, el héroe robótico recibe un orbe púrpura. Cada uno de los Robot Masters son dotados de una extraña energía que emana de dicho orbe. 
Después que Mega Man derrota a los cuatro, vuelve al laboratorio del Dr. Light, quien le dice que el robot que descubrió en el cráter se encuentra bien y ya está reparado. Luego de que Mega Man y el Dr. Light salen del laboratorio, el robot se despierta y al ver la energía púrpura enfurece, y se va volando a gran velocidad. Mega Man lo persigue hasta la entrada de una mina al otro lado del globo. Después de luchar contra el robot, Proto Man aparece y le dice a Mega Man que la nueva fortaleza del Dr. Wily, llamada "Wily Tower" está  justo delante. Mega Man sigue adelante, pero es capturado por una de las gigantescas creaciones robóticas de Wily. En ese instante el robot misterioso lo salva. Dice llamarse Duo y luego explica que los orbes púrpura son "energía maligna". Él ha estado viajando por el universo en busca de dicha energía para destruirla definitivamente antes que cause daños. 
Duo le dice a Mega Man que existen más energías en el interior de Wily Tower, pero no pueden entrar debido a una barrera que protege la fortaleza. La única forma de desactivar la barrera es destruir al resto de robots que poseen las otras energías. Estos son Aqua Man, Sword Man, Astro Man y Search Man, los cuales se encuentran en distintas locaciones alrededor del mundo.
Una vez que los Robot Masters han sido derrotados, la barrera de Wily Tower desaparece y Mega Man se abre camino en la imponente fortaleza, esquivando diversos obstáculos y derrotando varios enemigos que se interponen en su camino. En una de las habitaciones de la fortaleza, Mega Man se encuentra nuevamente con Bass, quien busca la revancha, diciendo que esta vez no será derrotado debido a sus nuevos poderes. En ese momento Bass se fusiona con Treble y utiliza una de las energías malignas para incrementar sus habilidades de combate. Sin embargo, luego de un duro combate, Bass es derrotado y se ve forzado a retirarse. 
Mega Man llega a su enfrentamiento final con Wily, quien luego de ser derrotado nuevamente suplica piedad a Mega Man. En el momento en que Mega Man baja su guardia, el malvado científico lo aprisiona  con una poderosa energía maligna y Wily Tower  es demolida con Mega Man en su interior.
Duo llega luego de la explosión, examina a Mega Man y descubre que está infectado por una energía maligna. Entonces, utiliza sus poderes y le cura de dicha energía, al parecer eliminando la última en la Tierra. Luego deja a Mega Man en manos de Proto Man y se despide diciendo que su misión ya está completa. Antes de irse, Duo pide un último favor a Proto Man. El darle las gracias a Mega Man por haberle ayudado.

## Robot Masters
El Dr. Wily creó 8 Robot Masters para hacer frente a Mega Man:
| #        | Robot Master | Diseñador | Debut | Arma          |
| -------- | ------------ | --------- | ----- | ------------- |
| DWN. 057 | Tengu Man    | Dr. Wily  | Nuevo | Tornado Hold  |
| DWN. 058 | Astro Man    | Dr. Wily  | Nuevo | Astro Crush   |
| DWN. 059 | Sword Man    | Dr. Wily  | Nuevo | Flame Sword   |
| DWN. 060 | Clown Man    | Dr. Wily  | Nuevo | Thunder Claw  |
| DWN. 061 | Search Man   | Dr. Wily  | Nuevo | Homing Sniper |
| DWN. 062 | Frost Man    | Dr. Wily  | Nuevo | Ice Wave      |
| DWN-063  | Grenade Man  | Dr. Wily  | Nuevo | Flash Bomb    |
| DWN-064  | Aqua Man     | Dr. Wily  | Nuevo | Water Balloon |

## Recepción
El juego recibió reseñas moderadamente positivas de parte de la crítica especializada, a pesar de esto fue criticado por su falta de originalidad y por no aportar nada nuevo a la franquicia.
Comercialmente, también contó con buenas ventas.